# Erodium
|  | No s'ha de confondre amb Heròdium. |

Erodium és un gènere que agrupa diverses plantes de la família de les geraniàcies. És format per una seixantena d'espècies, la majoria originàries de les regions mediterrànies i de l'Àsia occidental.
Linné va incloure dins el gènere Geranium les plantes que avui dia considerem dintre del gènere Erodium. Va ser Charles Louis L'Héritier de Brutelle qui va diferenciar entre Erodium, Geranium i Pelargonium basant-se en el nombre d'anteres: cinc per Erodium, set per Pelargonium i deu per Geranium. Tots tres gèneres tenen deu estams però no tots els filaments (la part de l'estam a l'extrem de la quan hom troba l'antera o bossa de pol·len) tenen antera.
El nom d'aquest gènere procedeix del mot grec erodios que significa garsa, fent referència a la forma de bec de les seves llavors, semblants a la de la resta de les geraniàcies.

## Descripció
Són plantes xeròfiles (que viuen en indrets secs), anuals o vivaces, sobre arrels pivotants, amb fulles dentades, pinnatífides, pinnatipartides, pinnatisectes o pinnaticompostes. Algunes espècies adopten forma de coixinet. Les flors presenten colors molt variats, si bé la majoria d'espècies autòctones tenen tons rosats, i són formades per cinc sèpals i cinc pètals sovint irregulars; l'androceu (conjunt d'estams) és format per cinc estams fèrtils (amb antera) i cinc d'estèrils (estaminodis); el gineceu és format per un ovari amb cinc carpels i cinc estils formant un bec que es conserva en el fruit, un esquizocarp compost per cinc mericarps.

## Espècies autòctones
Als Països Catalans hi viuen dotze espècies autòctones d'aquest gènere:

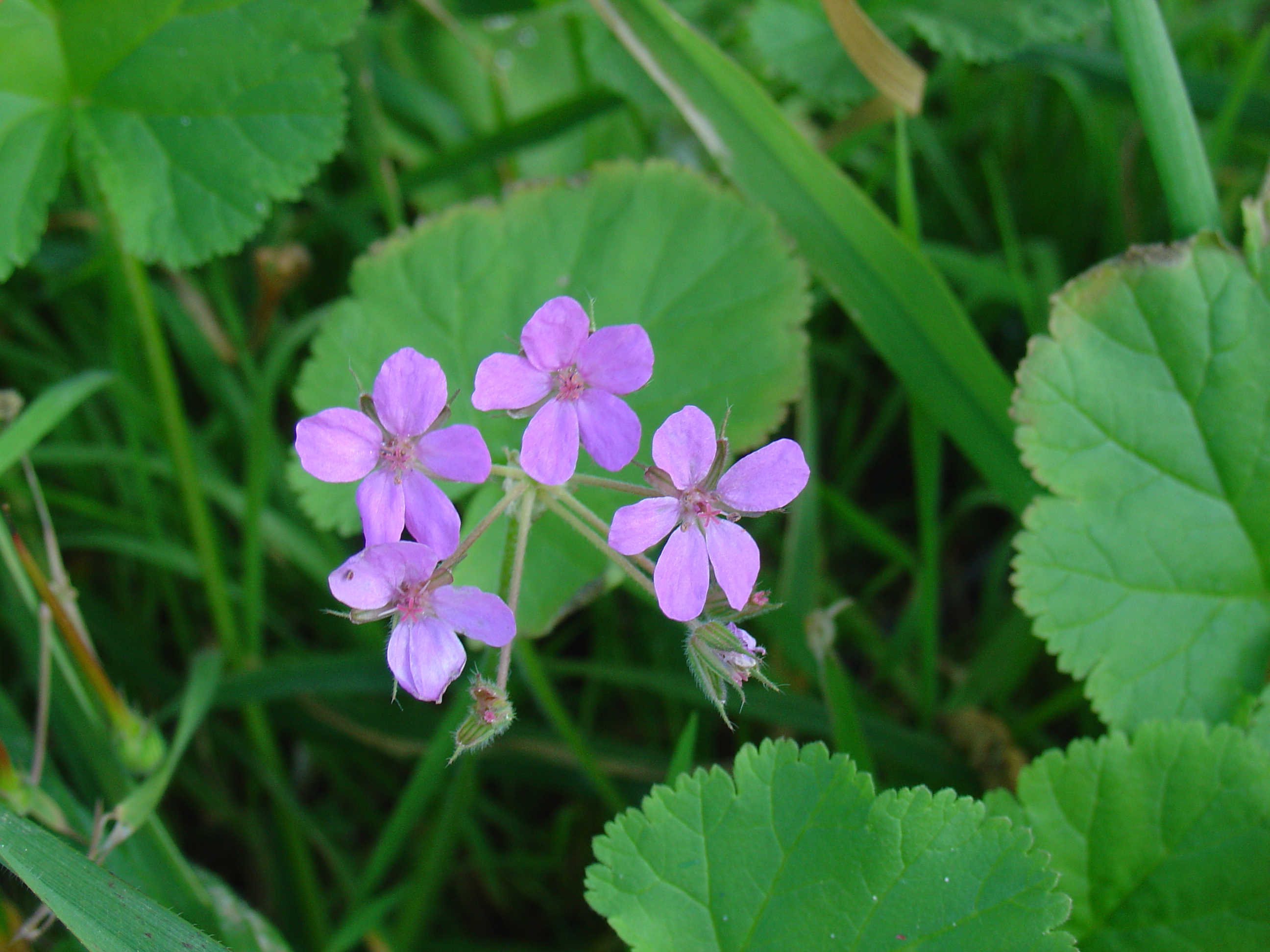
Filamaria (Erodium malacoides) al cap de Palos, a Múrcia. Fixeu-vos en les fulles poc dividides i en les flors en umbel·la, en aquest cas de sis flors.

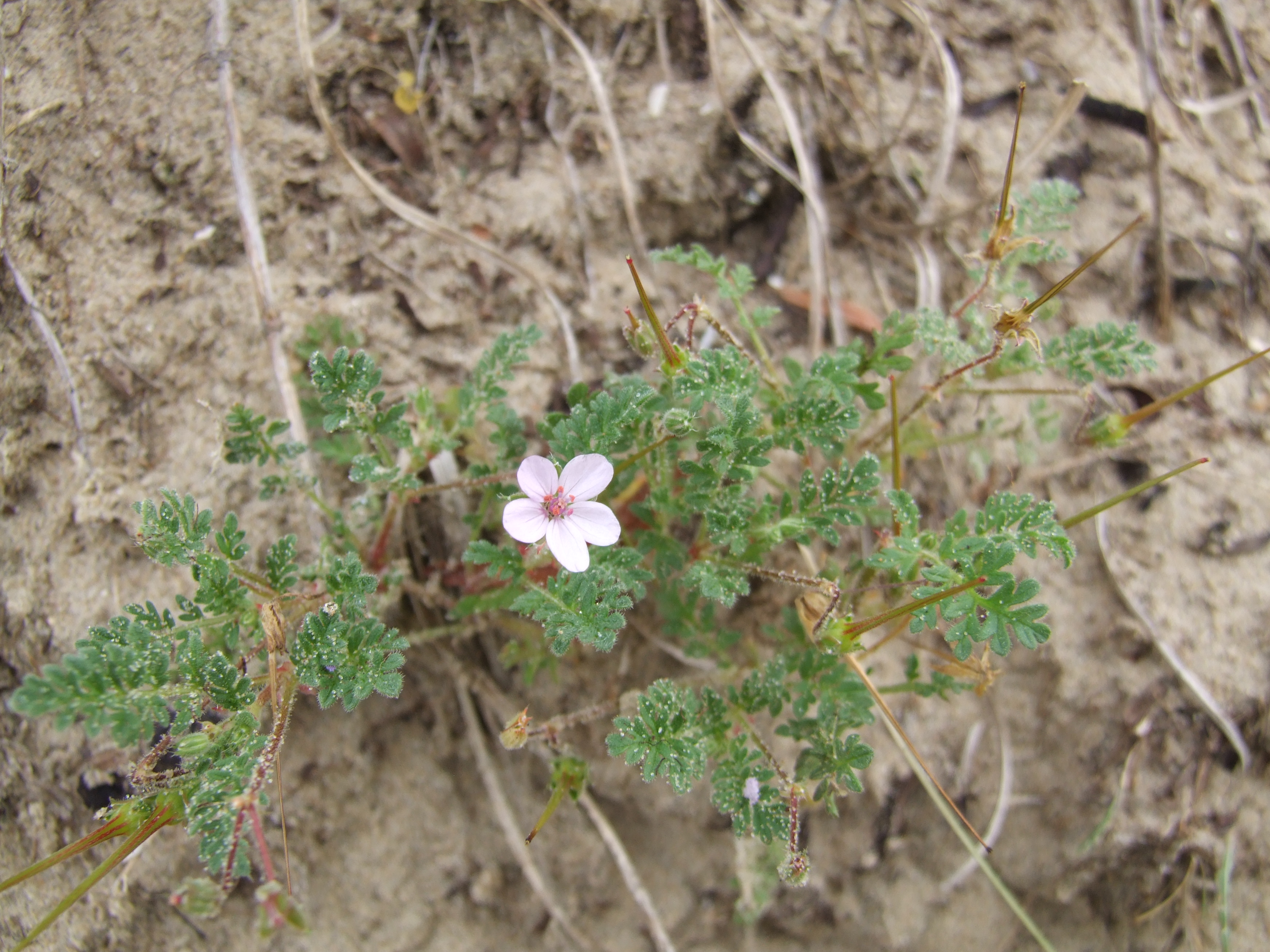
Erodium lebelii

- Amb fulles simples no pinnatisectes, o compostes només a la base:
  - Erodium botrys
  - Erodium chium - Herba ascendent amb la tija pilosa i les fulles ovades o en forma de cor, el sèpals mucronats (o sigui, amb la punta sortint en forma de mugró) i els pètals de color rosa purpuri. Floreix de febrer a agost. És comú i es troba en vores de camins a tot el territori per sota dels 600 m, si bé al nord del principat es fa rar.
  - Erodium laciniatum
  - Erodium malacoides - Filamaria - Pubescent glandulosa (o sigui, amb pèls enganxosos). Té les fulles relativament poc dividides (excepció la subespècie aragonense, força rara), més o menys ovades amb la base en forma de cor. Flors d'un rosa violaci, en umbel·les de 3 a 8 flors amb un involucre amb algunes bràctees. Es troba en poblaments ruderals de plantes anuals a les terres mediterrànes. Té dues subespècies autòctones:
    - Erodium malacoides malacoides: Té els fulles poc dividides (dentades o pinatífides). Es fa a vores de camins, horts, etc. Comú a tot el territori del Principat, el País Valencià i les Illes fins als 1300 m.
    - Erodium malacoides aragonense: Sol tenir les fulles pinnatipartides, i freqüentment és més petit. És força rar, però es troba en camins i erms de les Illes, el País Valencià i el sud del Principat.

  - Erodium maritimum
  - Erodium reichardii
  - Erodium sanguis-christi

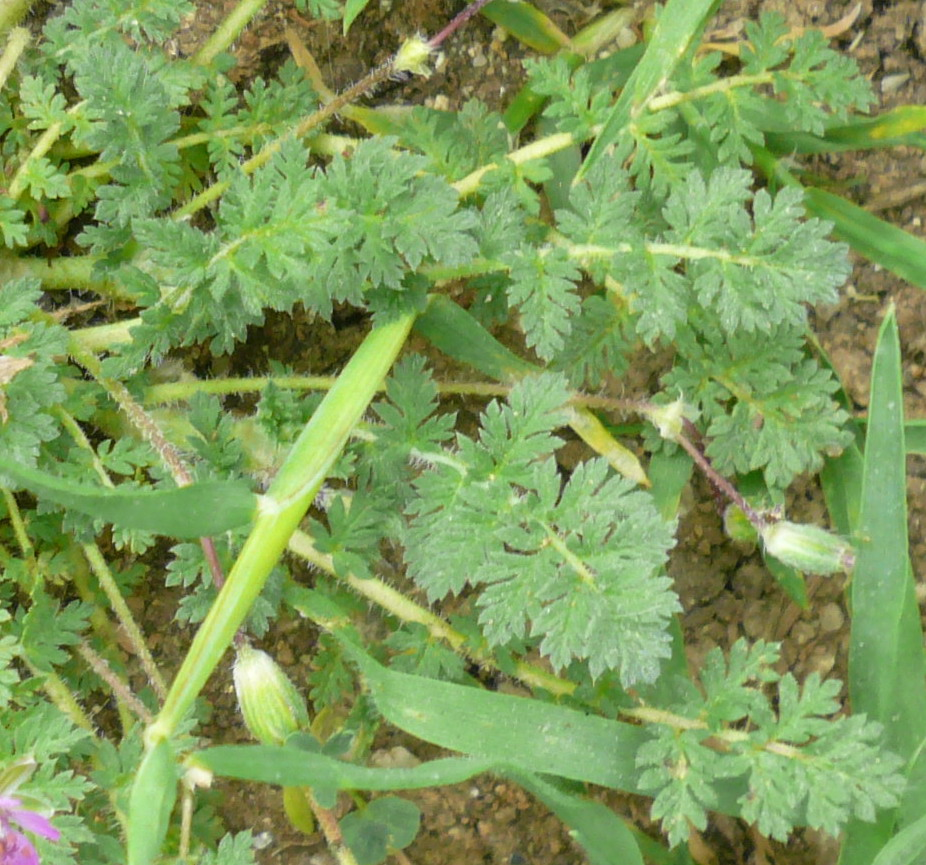
Fulles dErodium cicutarium. Fixeu-vos en els folíols profundament dividits que el distingeix d'altres espècies

- Amb fulles pinnatisectes o pinnaticompostes en tota la seva longitud:
  - Erodium acaule
  - Erodium ciconium
  - Erodium cicutarium - (O també anomenat Agulletes)[2] Com l'Erodium moschatum té fulles compostes amb tots els folíols laterals semblants, però té els folíols molt dividits (pinnatipartits). Es distingeix de l'Erodium acaule en què és anual i en què en l'època de la floració té tiges folioses d'on neixen les flors (al principi de temporada té només una roseta basal de fulles). Té fulles d'entre 3 i 20 cm, sèpals mucronats (o sigui, acabats en un sortint semblant a un mugró) i pètals rosats o una mica purpuris. Es troba estesa per bona part del món i als Països Catalans en trobem quatre subespècies en pradells d'herbes anuals:
    - Erodium cicutarium cicutarium: Molt comuna a tot arreu del País Valencià i el Principat. És l'única subespècie que trobem al Principat.
    - Erodium cicutarium microphyllum: És força rara i es troba als sòls sorrencs del litoral mallorquí.
    - Erodium cicutarium bipinnatum: Sòls sorrencs del sud del País Valencià. Molt rara.
    - Erodium cicutarium jacquinianum: Sud i interior del País Valencià. Molt rara.

  - Erodium foetidum
  - Erodium moschatum - Té fulles compostes amb tots els folíols laterals semblants, però poc dividits (cada folíol és dentat o pinnatífid, però no pinnatipartit, o sigui, els folíols no tenen divisions profundes). Floreix gairebé tot l'any amb flors d'un rosa violaci. Es fa en vores de camins i solars abandonats, des del Rosselló i la Catalunya Central fins al sud del País Valencià, i també a les Illes. És comú, però es fa més rar cap al sud del territori.